# Peuplier baumier
Taxons concernés
- Famille :
  - Salicaceae
- Espèces :
  - Populus balsamifera
  - Populus trichocarpamodifier

Le Peuplier baumier ou baumier est le nom porté plusieurs espèces de peupliers, arbres à feuilles caduques de la famille des Salicaceae : 
- Populus balsamifera, encore appelé beaumier du Canada,
- Populus trichocarpa, encore appelé peuplier de l'ouest.

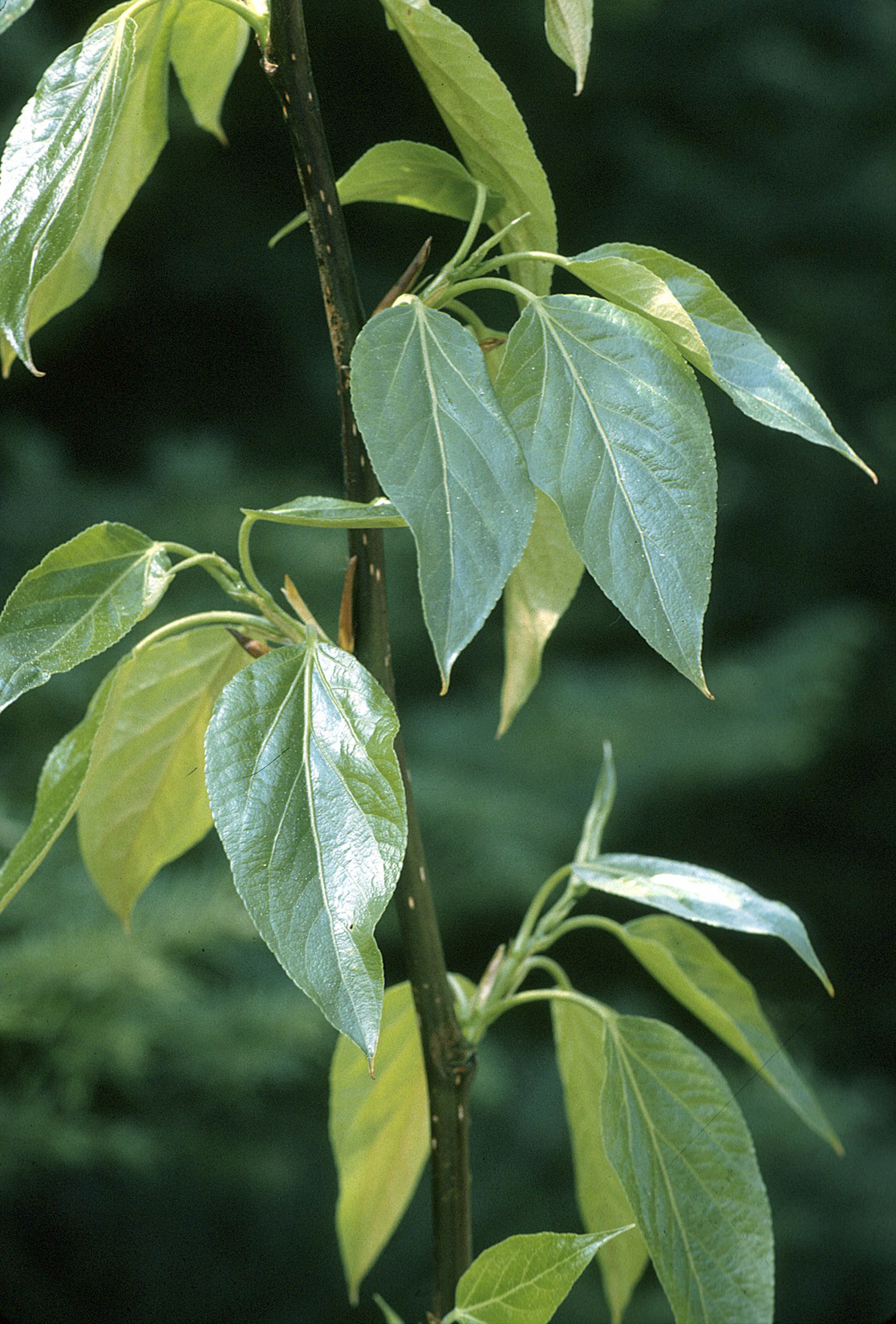
Populus balsamifera, un rameau feuillé.